# 小行星11351
小行星11351是一颗中等大小的木星特洛伊小行星。直径约40公里。它是美国露西号即将于2028年4月近距离飞越的目标。目前假设它是一颗D型小行星，自转速度非常慢，周期长达466小时。

## 轨道与分类
11351 Leucus是一颗与木星有着1：1轨道共振的黑暗小行星。它位于木星轨道前方60°的位置（即“希腊营”）。目前认为它并不属于任何小行星族。

## 探测
2021年发射的露西号预计将在2028年4月18日对11351 Leucus实施探测。它将在1000公里处，以每秒5.9公里的速度飞越11351 Leucus。